# 日本邁進股份
日本邁進股份有限公司，簡稱日本邁進股份或邁進股份，（英語：ADVANEX INC.）（東證1部：5998），是在1946年由前身加藤春季製作所股份有限公司成立，總部位於東京都北区田端六丁目1番1號田端大樓。
在1964年於東京證券交易所第2板上市，之後在2001年於第1板上市。主要經營生產金屬精密物料等。現任董事長及總裁加藤雄一。

## 外部連結
- 日本邁進股份有限公司 （页面存档备份，存于）